# Nabateos

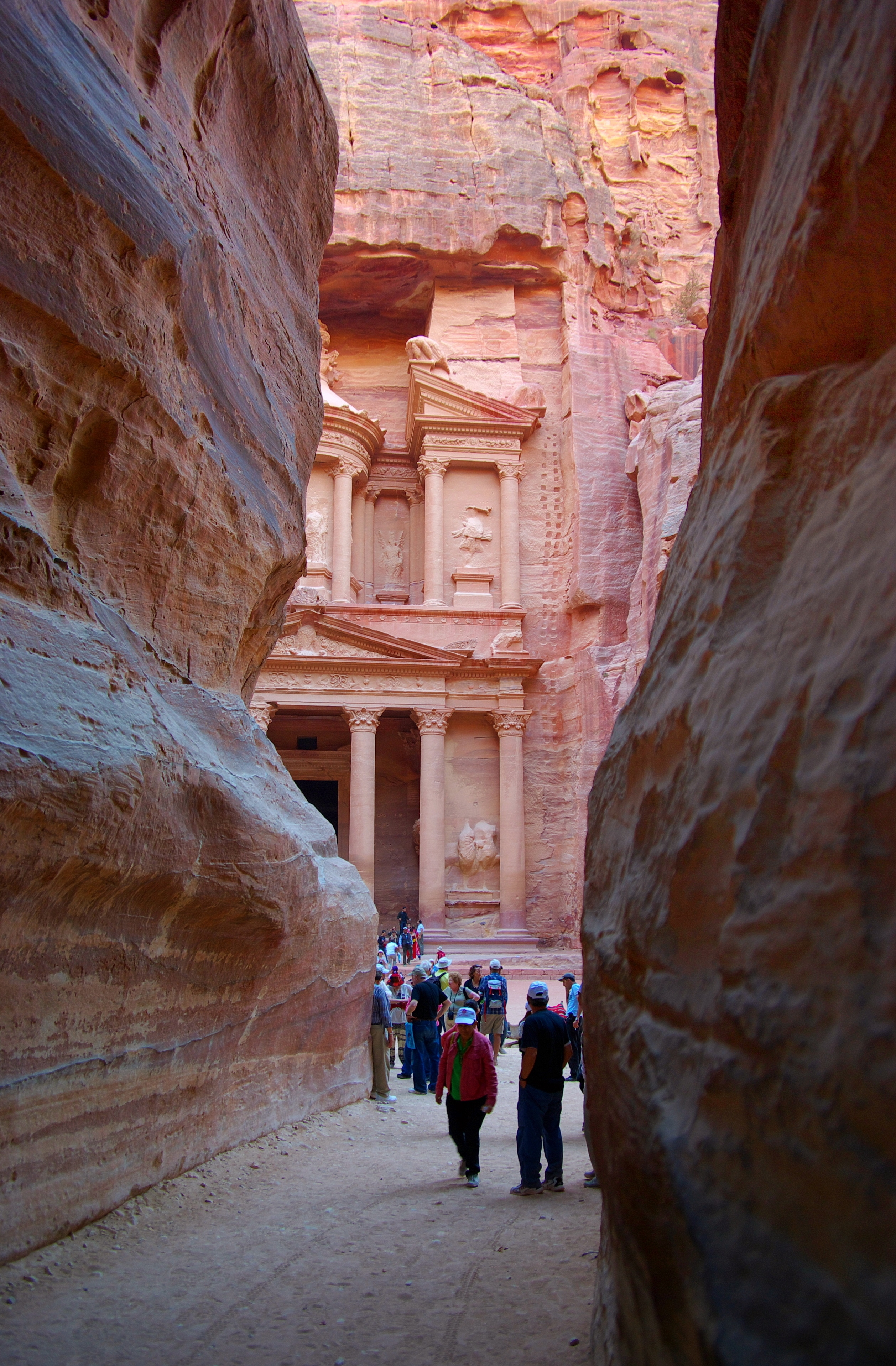
Petra (‘piedra’), la capital nabatea esculpida en la roca.

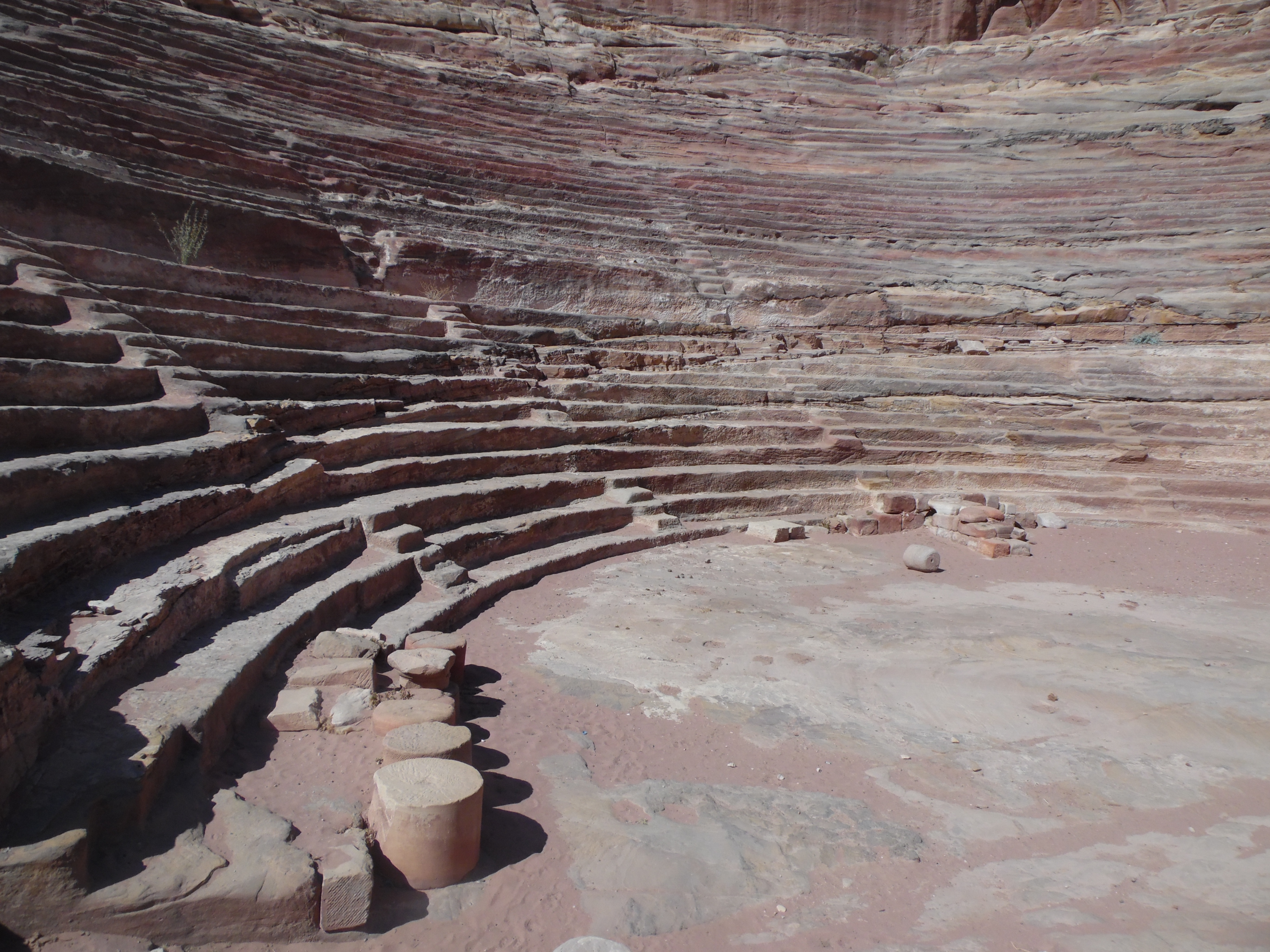
Teatro de Petra esculpido en la roca.

Los nabateos constituyen un antiguo pueblo árabe, cuya actividad se desarrolló especialmente al sur y al este de la región israelí (actualmente en Israel y Jordania). La capital, la mayor parte del tiempo, fue Petra, cuyos famosos restos se sitúan a 80 km al sudeste del mar Muerto. Su época de mayor esplendor abarca del siglo IV a. C. al I d. C. El casco urbano de Petra se repartía entre las dos riberas del río Uadi Musa, un valle encajonado entre altas rocas. Fue una ciudad almacén de las mercancías procedentes de Arabia, India y del mar Rojo, que eran trasladadas en largas caravanas a través de las rutas comerciales de la época. La posesión de los principales enclaves por donde esas rutas pasaban era uno de los objetivos de los nabateos. Palmira, al norte, gobernó los territorios del antiguo reino nabateo bajo el efímero reinado de la famosa reina Zenobia, entre los años 266 y 272 d. C. Otra de sus ciudades en el centro de la ruta comercial fue la ciudad de Bosra.
La mayoría de los historiadores identifican a los nabateos con la tribu de Nebaiot, mencionado en la Biblia; por eso se les relaciona con Ismael, de quien aquel era hijo (véase Génesis 25.13, 28.9 y 36.3; y 1 Par 1.29). También se presume que eran árabes de Qahtán. Pertenecían al grupo de los arameos, contra quienes combatió Tiglatpileser III (745-727 a. C.).
Asurbanipal también luchó contra ellos en el año 640 a. C. aproximadamente. Resistieron unidos a los kedaritas, mandados por el jefe árabe Uabé, hijo del anciano Házá'il. En este tiempo eran eminentemente nómadas y la ley vigente entre ellos les prohibía sembrar trigo, plantar árboles o construir casas. Así mantenían el espíritu trashumante que les era propio.
Hacia el 312 a. C., Antígono ―soberano de Siria y Fenicia― emprendió una campaña contra los nabateos, que se refugiaron en Petra. Allí gozaron de independencia, sobre todo en la época de mayor debilidad de los seléucidas. La ciudad comercial más importante estaba en Hegra (hoy Mada'in Saleh), lugar en que se cruzan las rutas del golfo Pérsico ―por Hái'l y Teima―, del Yemen ―por Yatrib― y del mar Rojo ―por Leuke Kome, en la desembocadura de Uadi el-Hudi―.

## Los reyes nabateos

Mapa del sur del Levante mediterráneo, ca. 830 a. C. Las regiones representadas son, de este a oeste y de norte a sur:
Estados fenicios
Imperio asirio
Reino de Israel
Reino Arameo de Damasco
Reino de Amón
Tribus arameas
Pentápolis filistea
Reino de Judea
Reino de Moab
Tribus árabes
Reino de Edom
Tribus nabateas

Hacia el 170 a. C., los reyes nabateos entraron en los relatos deuterocanónicos y/o apócrifos de la Biblia. Aretas I persiguió a Jasón forzando su huida a Europa (según el Segundo libro de los macabeos 5.8).
Pompeyo intentó, inútilmente, anexionar a la provincia de Siria el territorio de los nabateos; pero solo consiguió Filadelfia y algunas ciudades de la Decápolis.
Por este tiempo se rompió la antigua amistad con los judíos, y así los nabateos que ayudaron en más de una ocasión a los macabeos (según el Primer libro de los macabeos 5.25 y 9.35), se vieron atacados por Alejandro Janneo, rey y sumo pontífice de los judíos, que les arrebató algunas ciudades.
Aretas II se puso del lado de Gaza en su discordia con aquellos. Gracias a la ayuda de los nabateos, esta ciudad pudo resistir el ataque de sus enemigos.
En cierto modo, la tierra de Moab estaba colonizada por los nabateos. Alejandro Janneo consiguió someterla a tributo, sin que el rey nabateo Obodas I pudiese impedirlo. Por su parte, los romanos continuaron sus incursiones por el territorio nabateo. Más tarde Alejandro Janneo fue derrotado cerca de Garada ―en la Gaulanítide― gracias al dominio de esas rutas comerciales que el rey Obodas I aún poseía.
Su sucesor, Aretas III gobernó en Damasco hacia el año 85 a. C. Esta injerencia de los nabateos era mal vista por Pompeyo; pero ellos se mantenían seguros gracias al control y dominio de las rutas del este. El general romano envió contra la capital de los nabateos a Escauro, que llegó hasta Petra, pero solo consiguió 300 talentos que el rey nabateo pagó gustosamente con tal de verse libre de la poco grata presencia romana. Más tarde (55 a. C.), Gabinio intentó obtener algún botín de los nabateos antes de volverse a Roma, pero lo más que consiguió fue la liberación de los partos exiliados.
El rey Malicos I (60-30 a. C.) tuvo que pagar al legado romano Ventidio una fuerte suma en concepto de tributo. Este mismo rey nabateo entabló lucha contra el hijo del idumeo Antípatro, que tanto favor gozaba en la corte judía de los asmoneos. Las primeras refriegas con el que sería más tarde Herodes el Grande tienen lugar al norte del río Yarmuk, en Diáspolis y Canata. Después de una primera victoria judía, Herodes fue vencido por los nabateos, pero pronto tomó la revancha, junto a Filadelfia, donde aquellos sufrieron una fuerte derrota.
| Estados fenicios Imperio asirio Reino de Israel Reino Arameo de Damasco Reino de Amón Tribus arameas | Pentápolis filistea Reino de Judea Reino de Moab Tribus árabes Reino de Edom Tribus nabateas |

Con Aretas IV (9 a. C.-40 d. C.) el reino nabateo alcanzó su máximo esplendor. Inicialmente estaba enemistado con los romanos, entre otras razones por haber subido al trono sin autorización del emperador Augusto. Pero luego supo atraerse el favor de Roma poniendo a disposición de Varus un buen contingente de hombres contra una sedición de los judíos. La enemistad con el país vecino aumentó cuando Herodes Antipas (el tetrarca de Galilea), repudió a la hija del rey Aretas IV, uniéndose con Herodías, la esposa de su hermano. Este fue el verdadero motivo de la guerra, aunque se justificara con cuestiones fronterizas.
Tiberio se puso de parte de los judíos y ordenó que, vivo o muerto, Aretas fuese llevado a Roma, pero muerto el emperador, Vitelio, legado de Siria, no consiguió apresar al monarca que permaneció en Petra, sin olvidar sus dominios del norte en la región damascena. En tiempo de Calígula (37-41) estuvo representado en Damasco por un etnarca que veló por los intereses del pueblo. En este periodo ocurrieron los hechos a que se refiere Pablo de Tarso en su Segunda carta a los corintios 11.32.
Los sucesores de Aretas IV perdieron el control de Damasco en tiempos del emperador Nerón, aunque siguieron dominando en Admedeva, la primera población en la ruta de Damasco a Palmira.
Rabel II (71-106) fue el último rey nabateo. La unificación que se había realizado alrededor de este reino por la incorporación del último territorio herodiano del norte de Yarmuk, debería proseguir normalmente con la anexión de la Arabia nabatea al Imperio romano.

## Provincia romana
En tiempos del emperador Trajano, el legado de Siria, Aulo Cornelio Palma, ocupó el país en el año 105, dominando Bosra y Petra. Al año siguiente el territorio nabateo quedó convertido en provincia romana administrada por un legado, con la Tercera Legión Cirenaica a su mando. El centro político se situó en Bosra, con una legión acuartelada en esta población, que pasó a llamarse Colonia Nova Trajana. Su primer gobernador fue Claudio Severo y durante su mandato los soldados romanos construyeron una calzada que iba desde Eilat hasta la frontera con Siria.
Este reino de los nabateos se convirtió en provincia romana con el nombre de Arabia Pétrea, que abarca el sur de la actual Jordania y el noroeste de Arabia Saudí. Con la anexión del reino nabateo se aseguró la continuidad territorial del Imperio romano entre Egipto y las provincias asiáticas.
No obstante, Petra seguiría conservando su prestigio y en más de una ocasión sería la residencia del legado romano. En su bella necrópolis fue enterrado Sextus Florentinus. Los nabateos conservaron la peculiaridad de su dialecto por mucho tiempo, aunque poco a poco se fueron arabizando hasta el punto de que los romanos los identificaban con los árabes. Así Estrabón (XVI.4.18) habla de Petra como la ciudad de los árabes llamados nabateos.
El aumento de población y el cambio de circunstancias históricas fueron convirtiendo a los nabateos de nómadas en pacíficos agricultores, que se agruparon en pueblos y ciudades. Existían numerosas vías de comunicación que los ponían en contacto entre sí, mientras que una red de fortalezas y torres de guardia les protegían de posibles expediciones enemigas.

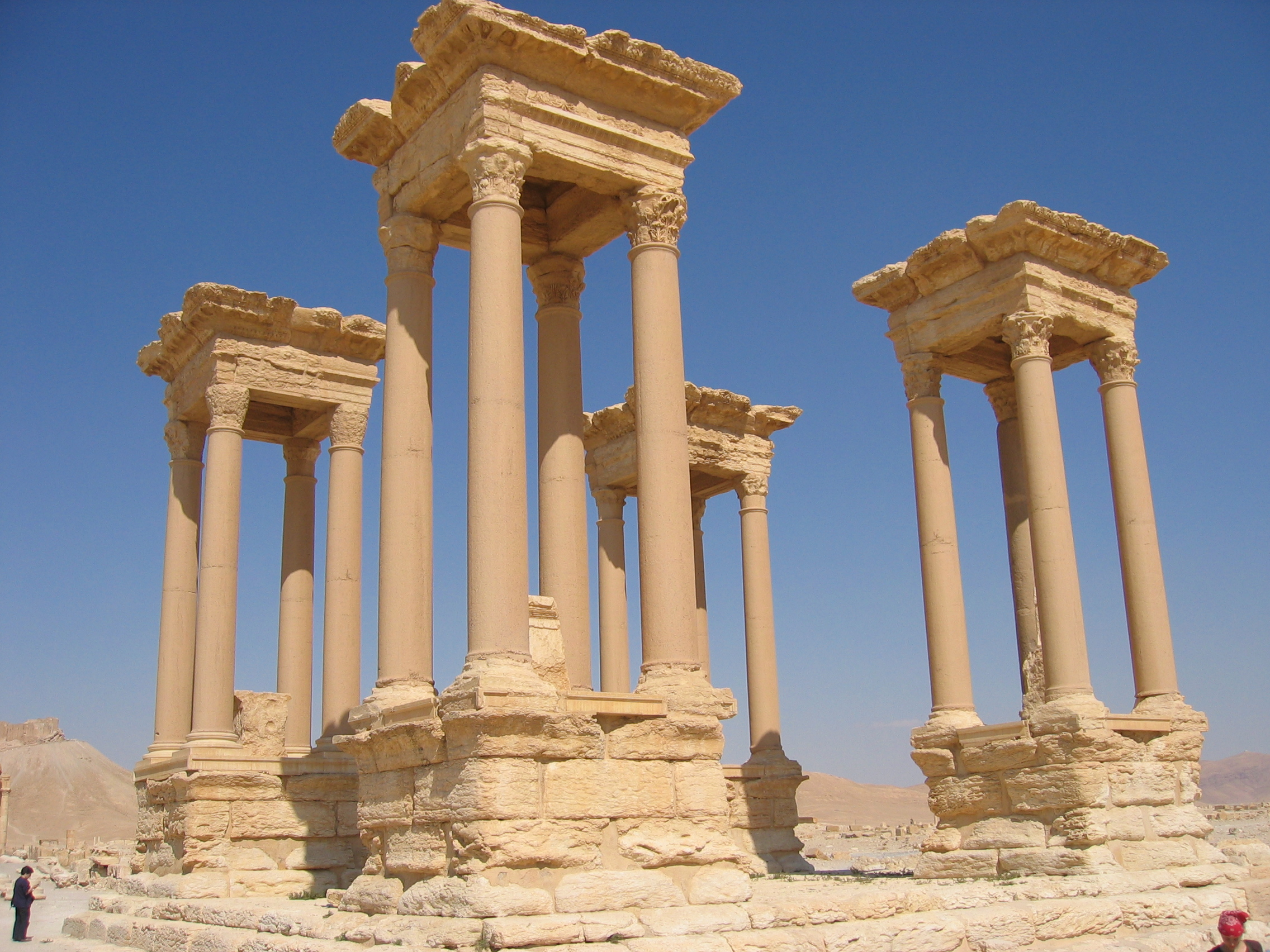
Tetrapylon en Palmira.

Las recientes excavaciones arqueológicas han mostrado hasta qué punto gozaban de una gran organización. No se limitaron a defenderse, sino que también cultivaron con éxito diversas artes e industrias, especialmente la artesanía del cuero, vidrio y cerámica. Su estilo muy original, permite al arqueólogo distinguirlo con facilidad. Bajo la influencia helenística cultivaron también la escultura y la arquitectura.

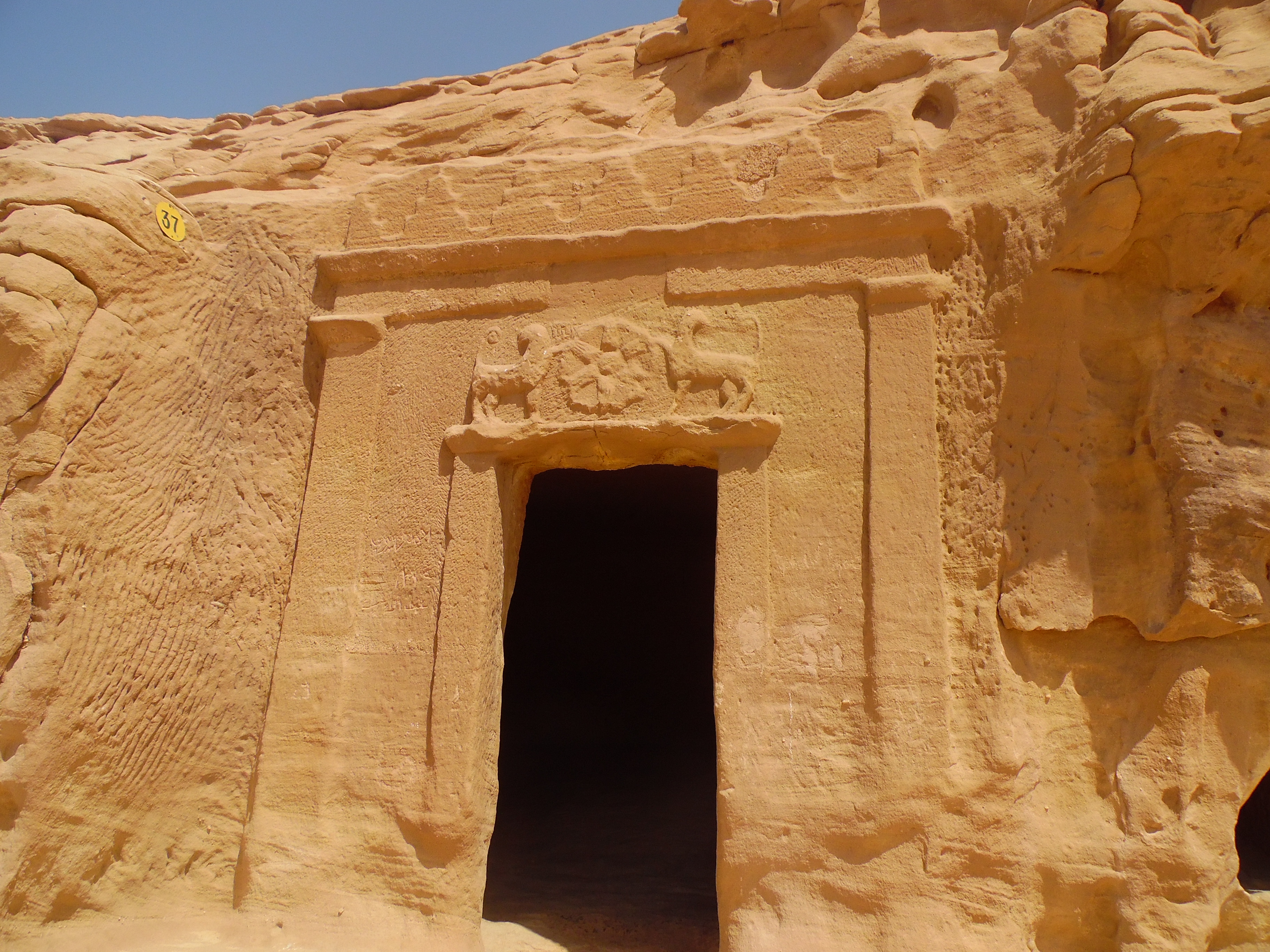
Entrada de una sepultura nabatea en Madain Saleh, Al Ula, Arabia Saudita.

Trasformado el reino nabateo en región fronteriza, habitada por destacamentos militares de procedencia y origen diverso, fue decayendo paulatinamente su civilización. El territorio nabateo se dividió entre la gente del sur, reagrupada alrededor de Petra y Hiyr, y las del norte, en torno a Palmira y Bosra. El comercio se concentró en el antiguo oasis de Tadmor, para dirigirse al oeste por las rutas de Damasco, Bosra y Homs (Emesa), fuertemente guarnecidas por las tropas romanas.
Palmira creció en importancia cuando los emperadores romanos la tomaron como base para sus ataques contra los Partos. Pero en 273 sus habitantes pagaron duramente una tentativa de independencia y de dominio sobre las provincias orientales, bajo el efímero reinado de la famosa reina Zenobia entre los años 266 y 272, lo que constituyó un paso más en el proceso de disolución en que el pueblo nabateo había entrado desde la muerte de Aretas IV.

## Alfabeto

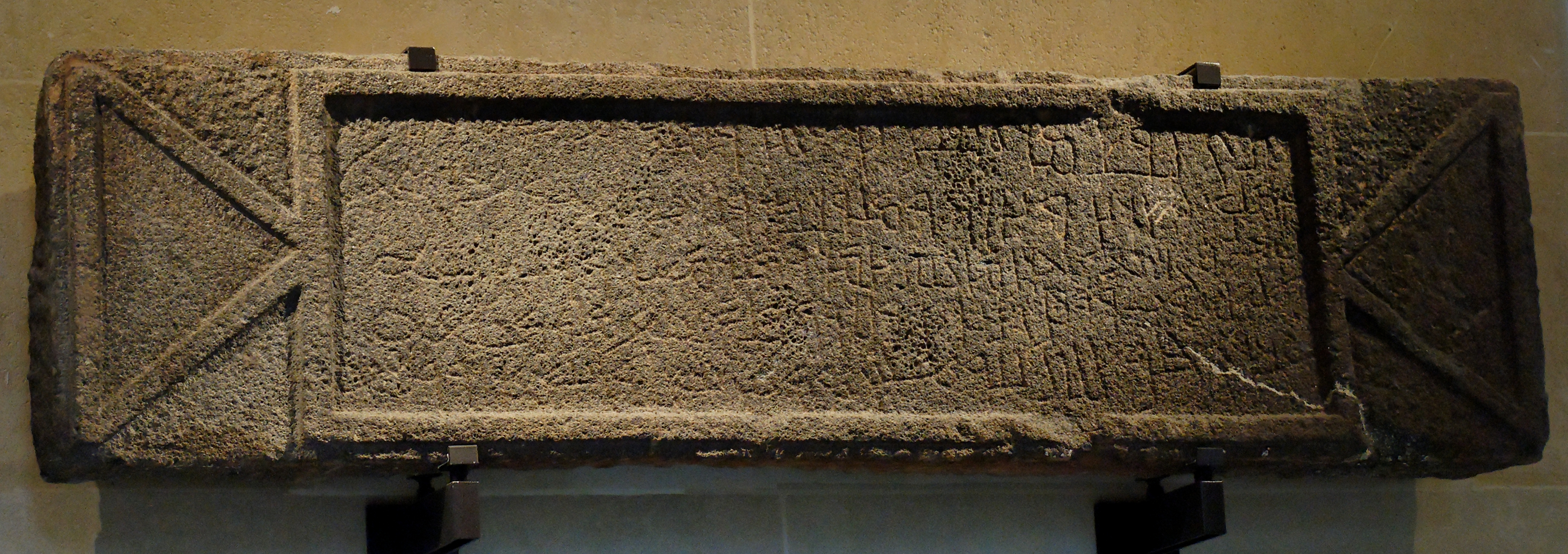
Inscripción nabatea (Museo del Louvre)

El idioma nabateo es conocido gracias a numerosas inscripciones, que se multiplican a partir del siglo IV a. C. donde el nabateo es una variante local del idioma arameo, muy hablado en Oriente Medio y cuyo uso disminuyó después el fin del Imperio persa aqueménida (en 330 a. C.). El alfabeto nabateo, atestiguado, en sí mismo deriva del alfabeto arameo Su último registro escrito data del año 356 en Hegra y luego evoluciona para dar al alfabeto árabe, lo que explica las similitudes observadas entre estos dos.